# Leguimea
Leguimea (Liguimea) ist ein osttimoresischer Suco im Verwaltungsamt Ermera (Gemeinde Ermera).

## Geographie

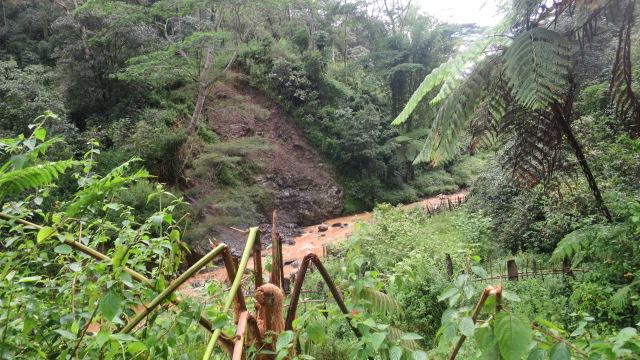
Bachlauf in Leguimea

Leguimea liegt im Süden des Verwaltungsamts Ermera. Nördlich liegen die Sucos Poetete Vila und Mertuto, östlich der Suco Humboe und südlich der Suco Estado. Im Westen grenzt Leguimea an das Verwaltungsamt Hatulia mit seinem Suco Coilate-Letelo. Nördlich des Ortes Leguimea entspringt im Grenzgebiet der Fluss Mauceun, der dann der Nordgrenze folgt. Er gehört zum System des Lóis. Den westlichen Teil der Nordgrenze bildet die Überlandstraße, die die Orte Ermera und Hatolia Vila miteinander verbindet. Leguimea hat eine Fläche von 10,00 km² und teilt sich in die sechs Aldeias Hatuleta, Leguimea, Pohei, Sinlelo, Tidir und Titihar. Bei den Wahlen 2016 gewann Avelino Menezes dos Santos.
Der Ort Leguimea Vila liegt an der Nordgrenze des Sucos, auf einer Meereshöhe von 1504 m. Hier befindet sich die Grundschule des Sucos, die Escola Primaria No. 196 Liguemea. Westlich vom Ort Leguimea liegt das Dorf Darhai und südöstlich das Dorf Urletefoho. Im Nordosten des Sucos befinden sich der Ort Tidir und an der Südgrenze das Dorf Lauabe.

## Einwohner
In Leguimea leben 3.467 Einwohner (2022), davon sind 1.743 Männer und 1.724 Frauen. Im Suco gibt es 595 Haushalte. Über 59 % der Einwohner geben Mambai als ihre Muttersprache an. 40 % sprechen Tetum Prasa, kleine Minderheiten sprechen Habun oder Tetum Terik.

## Politik
Bei den Wahlen von 2004/2005 wurde Pedro Madeira zum Chefe de Suco gewählt und 2009 in seinem Amt bestätigt.

## Persönlichkeiten
- Adolfo Martins (* 1970), Politiker